# 49 Андромеды
A Андромеды (лат. A Andromedae), 49 Андромеды (лат. 49 Andromedae), HD 9057 — звезда в созвездии Андромеды на расстоянии приблизительно 314 световых лет (около 96 парсеков) от Солнца. Видимая звёздная величина звезды — +5,261m. Возраст звезды определён около 1,75 млрд лет.

## Характеристики
49 Андромеды — оранжевый гигант спектрального класса K0III. Масса — около 2,07 солнечных, радиус — около 11 солнечных, светимость — около 70,8 солнечной. Эффективная температура — около 4879 K.